# Стар хамам (Дебър)
Мустафа паша хамам или както е по-известен Старият хамам (на македонска литературна норма: Стар амам) е хамам, турска обществена баня, в град Дебър, Северна Македония. Хамамът е в руини и е обявен за паметник на културата.
Хамамът е разположен на улица „Петре Поповски“. Банята принадлежи към класическия период на османската архитектура и съдържа всички необходими функционални елементи. Конструкцията е с масивни зидове и куполи от камък и тухла с варов хоросан. Първата част – калапакът, служи за адаптация на вътрешната температура, отмора и подготовка за къпане. Това е правоъгълно помещение, засводено с полукръгъл свод, перфориран с кръгли отвори за осветление. От калапака през малка врата се влиза в халавета – централното помещение за къпане. То е квадратно, засводено с шест купола, от които двата централни са паднали, също перфорирани с кръгли отвори за осветление. В ъглите на халвета има две малки помещения за къпане на по-висока температура, покрай стените е имало пейки с плочки. На южната страна е хазната – резервоарът за вода, а в средата огнището – кюлхан. Халветът е бил засводен с полукръгъл свод от тухли с варов хоросан, който е паднал. Всички помещения на халвета са покрити с куполи на пандантиви. В помещението е използвана декоративна пластика.